# Худа Салих Махди Аммаш
Худа Салих Махди Аммаш (араб. هدى صالح مهدي عماش‎; род. 1953, Багдад, Ирак) — иракская учёная-микробиолог и политический деятель. Занимала пост главы торгового бюро в правительстве Саддама Хусейна.

## Биография
Аммаш родилась в 1953 году в Багдаде в семье партийного функционера партии Баас Салиха Махди Аммаша. Она получила степень бакалавра биологии в багдадском университете в 1975 году, степень магистра микробиологии в техасском университете, и степень доктора микробиологии в университете Миссури (Колумбия, штат Миссури) в 1983 году. Её отец был министром обороны и вице-президентом Ирака. Считается, что его казнили по приказу Саддама в 1983 году.
Избрана членом Исламской Академии Наук в 2001 году. В Ираке она известна как учёный и научный руководитель. Она была деканом в педагогическом женском колледже багададского университета и деканом факультета точных наук (1995-97 гг.) В числе её публикаций : «Влияние загрязнения в течение первой войны в Персидском заливе на распространение инфекционных заболеваний в Ираке» (Soli Al-Mondo, Rome 1999) и «Электронное, химическое и микробиологическое загрязнение в результате войны и эмбарго, и его влияние на окружающую среду и здоровье» (Journal of the [Iraqi] Academy of Science, 1997). Доктор Аммаш напечатала получившую признание работу «Ядовитое загрязнение, война в Персидском заливе и санкции» в сборнике «Ирак в осаде» (Iraq Under Siege :South End Press, undated edition, 2002) под редакцией Энтони Арноув.
Худу Салих Махди Аммаш обвиняли в разработке бактериологического оружия. Она получила прозвище «Госпожа сибирская язва». Она курировала работы по воссозданию биологического оружия в Ираке после войны в Персидском заливе 1991 года. Её опыты с обеднённым ураном закончились неудачно: с 1991 года Худа Аммаш страдает лучевой болезнью. Доктор Аммаш была администратором, осуществлявшим координацию деятельности секретных ядерных и бактериологических программ в Ираке.
После вторжения США в Ирак доктора Аммаш включили в список самых разыскиваемых иракцев (в виде червонной пятёрки). Её арестовали 9 мая 2003 года в Багдаде. Издательство Саус Энд Пресс, публиковавшее её книги, заявило, что Аммаш арестовали по политическим причинам. Издатель сборника Александер Двинелл сказал:
Мы не находим слов от возмущения по поводу незаконного ареста доктора Аммаш и планов допрашивать её. Мы требуем её немедленного освобождения.
Он добавил:
Американские власти пытаются заглушить её  смелую критику США за то, что своим использованием опасного с биологической точки зрения оружия, например, обедненного урана, они вызвали повышение уровня заболеваемости раком и другими опасными болезнями в Ираке.
На одной из нескольких видеоплёнок с Саддамом Хусейном, показанных иракским телевидением во время войны, Аммаш была единственной женщиной среди шести мужчин, сидящих вокруг стола. Американцы утверждали, что она принадлежит к новому поколению лидеров, назначенных на руководящие посты в партии «Баас» лично Саддамом ХусейномШаблон:Sibst:АИ.
Во время пребывания в заключении сообщалось, что Аммаш умирает от рака в тюрьме. Адвокаты, представляющие интересы Хусейна и его ближайших сподвижников, обращались к правительству Ирака с просьбой проявить гуманность и выпустить их подзащитную из тюрьмы.
Доктора Аммаш освободили 19 декабря 2005 года. Согласно официальным сообщениям, заключённых освободили, поскольку они больше не представляли угрозы для общества. Как потом сообщил представитель американской армии:
Многие содержались под арестом по подозрению в причастности к военным преступлениям и в качестве важных свидетелей... Мы сочли, что они больше не располагают информацией.